# Betly
Betly o La capanna svizzera è un'opera buffa in un atto di Gaetano Donizetti, su libretto proprio.
La prima rappresentazione avvenne al Teatro Nuovo (Napoli), il 24 agosto 1836: il cast era composto da Adelaide Toldi (Betly), Giuseppe Fioravanti (Max) e Lorenzo Salvi (Daniele). Il compositore ampliò l'opera e la portò a due atti l'anno successivo (1837). Nelle rappresentazioni moderne non è raro che si preferisca la prima versione, in un atto, considerata più coerente e concisa.
Il tema è tratto da Le châlet di Eugène Scribe e Mélesville, alla cui rappresentazione probabilmente Donizetti ebbe modo di assistere a Parigi. L'aria che si respira richiama un po' L'elisir d'amore: la vicenda è imperniata su un contadino possidente innamorato di una ragazza arguta e vivace che inizialmente non lo corrisponde, ma che alla fine deve cedere alla forza dell'amore. Anche qui vi è un secondo uomo, un sergente (qui il fratello) che in questo caso è alleato (e non concorrente) del pretendente. Nella partitura vi sono pagine di estrema raffinatezza e una notevole abilità nel rendere il carattere dei personaggi. Non manca una concessione all'ambientazione svizzera, con tanto di "tirolese" affidata alla protagonista. Vi si leggono anche chiare anticipazioni de La Fille du régiment.

## Trama
L'azione si svolge in Svizzera, e nella capanna di Betly. Costei è contenta della propria vita modesta e della propria libertà. I contadini del villaggio ordiscono uno scherzo ai danni del giovane Daniele: gli fanno recapitare una falsa lettera in cui Betly si dichiara innamorata di lui e gli espone la propria intenzione di sposarlo. Daniele si reca nella capanna, ma Betly lo respinge. In questo frangente torna dopo quindici anni Max, sergente e fratello di Betly. Ella al momento non lo riconosce e questi, resosi conto della situazione, decide di aiutare Daniele a conquistare la sorella Betly. Lo stratagemma è questo: Max decide di sistemarsi per la notte con i propri soldati nella capanna. Betly chiede allora a Daniele di fermarsi anche lui per proteggerla dai militari. Max entra nella capanna e vi scopre Daniele e Betly da soli. Per questo sfida Daniele a duello e allora Betly (per evitare che questo soccomba in duello) dichiara che si tratta del proprio marito. Per completare la finzione firma un contratto di nozze e a questo punto Max svela la propria identità. Solito finale lieto: Daniele corona il suo sogno e Betly si scopre innamorata anch'essa di lui.

## Struttura dell'opera
Questa è la struttura della versione in due atti.
- Sinfonia

### Atto I
- Introduzione e Cavatina: Già l'aurora in cielo appar/E fia ver... tu mia sarai/Non può il cor (Coro, Daniele)
- Recitativo: Amici miei (Daniele)
- Cavatina: In questo semplice, modesto asilo (Betly)
- Recitativo e Duetto: Ho mangiato bene / Io sognai che me beato (Daniele, Betly)
- Recitativo: È finita per me (Daniele)
- Coro e Cavatina: Maledetta la vita di stento / Ti vedo, ti bacio, terreno natio (Coro, Max)
- Recitativo: Al riposo, compagni / Oh giovinotto (Max)
- Scena, Coro e Finale primo: Per questa via remota (Max, Betly, Coro)

### Atto II
- Coro d'Introduzione: Che si tarda? (Coro)
- Recitativo e Brindisi: Lasciatemi... che volete da me? / I destini del soldato (Max)
- Recitativo e Duetto: Tutto il giorno / Dolce istante inaspettato (Betly, Daniele)
- Recitativo e Terzetto: Che! l'ha fatto restar / Davver la scelta è buona (Betly, Daniele, Max)
- Recitativo e Duetto: Bassa la voce / O la bella immantinente (Daniele, Max)
- Recitativo ed Aria finale: Mi reggo appena in piè / Se crudele il cor mostrai (Betly)

## Esecuzioni moderne
- Daniele: Giuseppe Gentile, Betly: Angelica Tuccari, Max: Nestore Catalani; Orchestra e Coro della Società del Quartetto di Roma; direttore Giuseppe Morelli - 1949 (LP: Period SPL 585; Nixa PLP 585; Contrepoint MC 20038; Hayward Recordings/Dover HCR, 1964)[3]
- Daniele: Maurizio Comencini, Betly: Susanna Rigacci, Max: Roberto Scaltriti; Orchestra Sinfonica dell'Emilia-Romagna "Arturo Toscanini", Coro del Teatro Rossini di Lugo; direttore Bruno Rigacci - Teatro Rossini di Lugo, Ravenna, 1990. (Audio CD: Bongiovanni, GB 2091/92-2)
- Daniele: William Matteuzzi, Betly: Patrizia Pace, Max: Marco Chingari; Orchestra Sinfonica della Lombardia, Coro del Teatro Donizetti di Bergamo; direttore Fabrizio Maria Carminati - Teatro Donizetti di Bergamo, 17/19 ottobre 1993. (DVD: House of Opera, DVDCC 240)